# Кириченко, Александр Николаевич
Александр Николаевич Кириченко (9 сентября 1884, Бердянск — 23 января 1971, Ленинград) — советский энтомолог украинского происхождения. Изучал полужесткокрылых насекомых (клопов). Доктор биологических наук (1934), профессор (1939).

## Биография
Родился 9 сентября 1884 года в Бердянске в семье народных учителей. Рано осиротел. В детстве и юности он жил в Керчи. В школьные годы у него появилось два главные увлечения, которые определили его жизненный путь: коллекционирование насекомых и путешествия.
В 1903 году окончил Керченскую гимназию и стал студентом отделения естественных наук Харьковского университета. В 1904 году переехал в Петербург и продолжил обучение в местном университете.
В октябре 1907 года он был принят в Зоологический музей (будущий Зоологический институт — ЗИН РАН) и проработал здесь до конца жизни. Сначала он работал вне штата, помогая монтировать бабочек для научной коллекции, приводил в порядок коллекции полужесткокрылых, которые он собрал в Крыму. Общение со специалистами по этой группе насекомых определило его научные интересы. В 1914 году его перевели младшим зоологом отдела полужесткокрылых насекомых. В 1916 году он стал штатным работником Зоомузея, в 1920 году — старшим зоологом. Одновременно он преподавал в Петрограде в Сельскохозяйственном институте (1919—1922), проводил экскурсии (1920—1923), работал в Государственном институте исследовательской агрономии (1926—1930), а также преподавал на Высших курсах прикладной зоологии и фитопатологии.
Когда Зоомузей реорганизовали в ЗИН, Александра Николаевича назначили заведующим отдела наземных беспозвоночных (1930). Он руководил им до 1942 года. За капитальные труды ему без защиты диссертации была присвоена степень доктора биологических наук (1934) и звание профессора (1939).
В начале Великой Отечественной войны в течение 16 месяцев Кириченко фактически возглавлял ЗИН — сначала как заместитель директора института, затем как исполняющий обязанности директора. Ему пришлось во время блокады города заботиться о сохранении огромных коллекций и библиотеки ЗИН, о налаживания его работы, помощи работникам. Он организовал эвакуацию института в Таджикистан (1942).
В 1965 году Кириченко выхошел на пенсию, но продолжал работать — в институте, а потом дома.

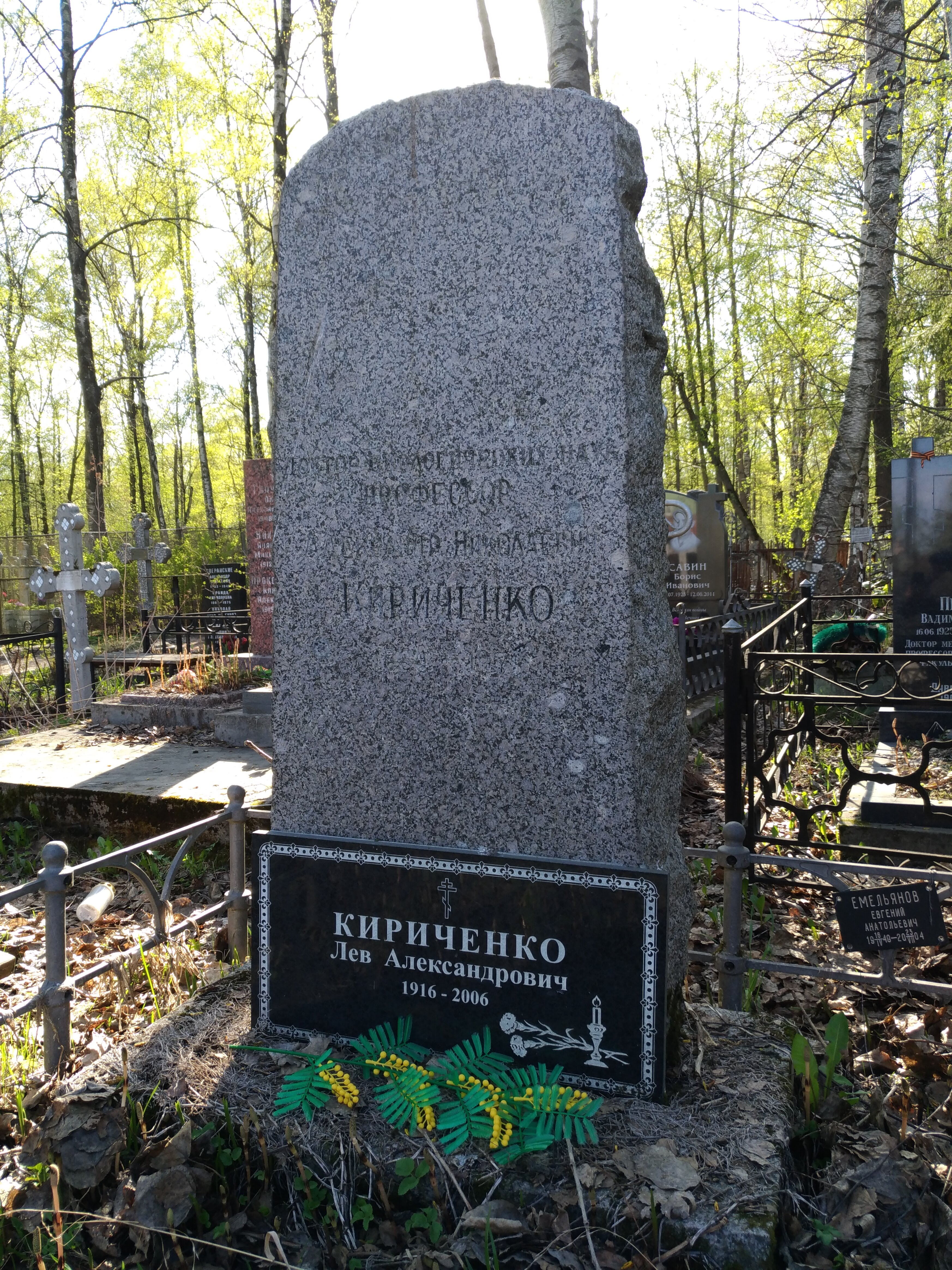
Надгробный памятник А. Н. Кириченко на Серафимовском кладбище (Санкт-Петербург).

Похоронен А. Н. Кириченко на Серафимовском кладбище Санкт-Петербурга (юго-восточный угол участка № 19).
Ученый награждён орденом Ленина (1953), орденом Трудового Красного Знамени (1944), медалями «За оборону Ленинграда» (1944) и «За доблестный труд в Великой Отечественной войне 1941—1945» (1946), а также Почетной грамотой Президиума Верховного Совета Таджикской ССР.
Семья:
- жена Евгения Михайловна Кириченко
- сын Лев Александрович Кириченко
- сын Иларий Александрович Кириченко — будучи студентом-пятикурсником кафедры энтомологии Ленинградского университета ушёл на фронт добровольцем в июле 1941 года. В апреле 1943 года погиб под Смоленском.
- старший брат Алексей Николаевич Кириченко (1883—1942), профессор-энтомолог и фотограф

## Научно-исследовательская работа
Кириченко был одним из немногих специалистов, исследования которых охватывали не отдельные семейства полужесткокрылых, а весь отряд Heteroptera. Едва ли не треть его публикаций посвящена фаунистике тех или иных регионов: Кавказа, Таджикистана и других территорий России и СССР, а также Турции, Афганистана, Ирана. Весомым стал и вклад в систематику клопов — им описано 34 новых рода и подрода и 223 новых вида этих насекомых. Среди них виды из Африки, с острова Комодо, ученый также обрабатывал экземпляры, собранные английской экспедицией во время восхождения на Джомолунгму.
Его труды несут сведения об экологии разных видов клопов — результат оригинальных наблюдений в природе и лаборатории. Благодаря глубоким знаниям и доброжелательности, он регулярно и охотно консультировал работников сельского хозяйства, участвовал в подготовке практических справочников. Его труды заложили основы мер борьбы с важным врагом зерновых — клопом вредная черепашка. Свободно ориентируясь в географическом распространении сотен видов насекомых, он много сделал и в области зоогеографии (в частности, Средней Азии).

### Экспедиции, коллекции, библиотека
Ещё школьником Кириченко собирал многочисленные коллекции насекомых в Крыму и на Кавказе. Впоследствии он совершал поездки с этой же целью в Среднюю Азию, собирал насекомых в европейской части СССР, на Урале, Дальнем Востоке, Байкале, в Иране и Монголии, в горах и пустынях. Одну из первых своих научных экспедиций он совершил в Памир с Авиновым. Неоднократно ему поручали управлять экспедициями (например, Первой советской зоологической экспедицией в Монголию). Из всех поездок он привозил богатейшие коллекции, причем не только клопов. По собранным им насекомым другие ученые описали много новых для науки видов.
В пополнении научной коллекции полужесткокрылых ЗИН Кириченко видел одну из самых главных своих задач. Он создал целую сеть из энтомологов и энтузиастов всей страны, наладил активный обмен и поставки из-за рубежа. Ему присылали коллекции российские энтомологи-эмигранты, зарубежные музеи. К сбору клопов ученый привлек родственников, членов своей семьи. Чтобы пополнить коллекцию ценными экземплярами, он обменивал их на насекомых других групп, даже на книги и коллекционные почтовые марки. Все собранные экземпляры коллекции ЗИН за много лет до него, изучались, монтировались и определялись. Александр Николаевич собственноручно пополнял институтскую научную коллекцию 80-100 экземплярами ежедневно. В течение 60 лет усилиями ученого коллекция достигла объёма полумиллиона экземпляров. В мире нет большего собрание полужесткокрылых Палеарктики, данная коллекция также является одной из крупнейших в мире для тропической фауны.
Кириченко длительное время (1915—1949) возглавлял библиотеку Российского (Всесоюзного) энтомологического общества, причем, прекрасно зная специальную литературу, он пополнял её современными и редкими изданиями, наладил обмен с заграницей, тщательно вел каталоги, издавал книги — и все это время был единственным работником библиотеки. Огромной была его личная биологическая библиотека, которая содержала энтомологические издания начиная с XVIII века. Снаряженная картотекой и рукописными дополнениями к каталогам, она была открыта для коллег и друзей.

## Публикации
Кириченко — автор около 130 научных публикаций, подавляющее большинство которых посвящена полужесткокрылым. Список публикаций Кириченко.
Важнейшие среди его работ:
- Кириченко А. Н. Насекомые полужесткокрылые (Insecta, Hemiptera). Dysodiidae и Aradidae / Фауна России и сопредельных стран. — СПб, 1913. — С. 1—301.
- Кириченко А. Н. Насекомые полужесткокрылые (Insecta, Hemiptera). Coreidae: Coreinae / Фауна России и сопредельных стран. — СПб, 1916. — С. 1—395.
- Бианки В. Л., Кириченко А. Н. Таблицы географического распространения в северной и средней России и прилежащих странах видов настоящих полужесткокрылых, вошедших в определитель // Насекомые полужесткокрылые (Общие черты строения и определительные таблицы). Практическая энтомология. Руководство н практическим занятиям по энтомологии (курс высших учебных заведений) [под ред. Н. Н. Богданова-Катькова], IV, Госиздат, М.-Пгр., 1923: LXXVI. — С. 243—320.
- Кириченко А. Н. Настоящие полужесткокрылые европейской части СССР (Hemiptera). Определитель и библиография. — М.-Л.: Изд-во АН СССР, 1951. — 423 с.
- Кириченко А. Н. Методы сбора настоящих полужесткокрылых и изучения местных фаун. — М.-Л.: Изд-во АН СССР, 1957. — 122 с.
- Кириченко А. Н. Полужесткокрылые (Hemiptera-Heteroptera) Таджикистана. — Душанбе: Изд-во АН Таджикской ССР, 1964. — 258 с
- Dysodiidae и Aradidae. Фауна России и сопредельных стран, преимущественно по коллекции Зоологический музея Академии наук. Насекомые полужесткокрылые (Insесtа Hemiptera), Vl, 1, 1913, СПб., 302 с.
- Coreidae Coreinae. Фауна России и сопредельных стран, преимущественно no коллекции Зоологический музея Академии наук. Насекомые полужесткокрылые. (Insecta Hemiptera) Vl, 2, 1916, Пгр., 395 с.
- Настоящие полужесткокрылые европейской части СССР (Hemiptera). Определитель и библиография. (Опред. По фауне СССР, изд. Зоолоr. Инст. АН СССР, 42). М.-Л., Изд. АН СССР, 1951. — 423 с.
- Методы сбора настоящих полужесткокрылых и изучения местных фаун. (АН СССР, Зоологические инструкции в помощь работающим по зоологии в поле и лаборатории, 7), М.-Л., 1957. — 213 с.
- Материалы для изучения фауны полужесткокрылых (Hemiptera-Heteroptera) Полтавской губ. // Ежегодник Полтавского губернского земства, 1915 (1913), № 2, с. 13—20
- Фауна Hemiptera-Heteroptera Велико-Анадольской дачи и Мариупольский опытного лесничеств Екатеринославской губ. // Записки Новороссийского общества естествоиспытателей. Одесса, 1916, т. 41, с. 247—263
- Фауна Hemiptera-Heteroptera Херсонской губ. // Записки Новороссийского общества естествоиспытателей. Одесса, 1916, т. 41, с. 264—273
- Материалы к познанию фавны настоящих полужесткокрылых (Hemiptera Heteroptera) Харьковской губернии // Сборник трудов Зоологического музея, Труды физически-математического отдела, 1930, т. 15, вып .. 2, с. 177—215 (281—319).
- Обзор фауны настоящих полужесткокрылых (Hemiptera-Heteroptera) северо-восточной части Донбасса (бывш. Луганский окр. УССР) // Труды Зоологический института АН СССР, 1933, т. 1, вып. 3-4, с. 415—482.

## Память
В честь Кириченко назван род мух-тахин Kiritshenkia, стрекоза Anormogomphus kiritschenkoi, 20 видов полужесткокрылых и большое количество насекомых других таксонов.